# Delphyre atava
Delphyre atava är en fjärilsart som beskrevs av Druce 1884. Delphyre atava ingår i släktet Delphyre och familjen björnspinnare. Inga underarter finns listade i Catalogue of Life.